# Kilbarchan
Kilbarchan (Cill Bhearchain in lingua gaelica scozzese) è una località della Scozia, situata nell'area di consiglio di Renfrewshire.